# Mozes Salomon Asser
Mozes Salomon Asser (Amsterdam, augustus 1754 – aldaar, 4 november 1826) was een Joods-Nederlandse cacaohandelaar en jurist te Amsterdam.

## Leven en werk
Zijn vader Salomon, lid van de familie Asser, was een diamantklover en later handelaar in koffie en zijn zoon werkte korte tijd voor de VOC. In 1787 vestigde hij zich als procureur. Al snel ontwikkelde de autodidact zich tot een juridisch specialist waar men moeilijk om heen kon. Toen een groep verlichte joden zich in 1798 afscheidde van de Oude Hoogduitse Gemeente omdat de bestuurders niet wilden toestaan dat de Verklaring van de rechten van de Mens en de Burger door Dr. Hartog de Hartog Lémon in de synagoge werd voorgelezen sloot Asser zich aan bij de nieuw ontstane gemeente Adath Jessurun. Als lid van Felix Libertate ijverde hij voor de emancipatie van de Joodse gemeenschap in Amsterdam en in Nederland. In 1808 kreeg hij, samen met Joannes van der Linden en Arnoldus van Gennep, de opdracht van koning Lodewijk Napoleon tot het schrijven van een ontwerp-wetboek van koophandel. Het ontwerp zou dienen als basis voor het Wetboek van Koophandel van 1838.
Asser bewoonde Singel 548, in de 17e eeuw bewoond door Johan Huydecoper van Maarsseveen. Asser was Ridder in de Orde van de Nederlandse Leeuw. Hij overleed in 1826 in zijn woonplaats Amsterdam.

## Familie
Hij was de eerste jurist in een familie van vooraanstaande juristen, waaronder
- Tobias Asser 1838-1913, Nobelprijswinnaar,
- Carel Asser 1843-1898, bekend van de Asser-serie.